# Ograja, Novo mesto
Ograja je ime ene od ulic v Novem mestu. Ime je ledinskega izvora, saj se je tako imenoval skrajni severni greben nad ulico Brod in Šalijevo ulico. Ograja je slepa ulica na območju soseske Brod-Drage z odcepom z ulice Drage. Poteka zahodno od Šalijeve ulice.